# Liquidació
 
La liquidació és el procés comptable pel qual una empresa acaba al Canadà, Regne Unit, Estats Units, Irlanda, Austràlia, Nova Zelanda, Itàlia i molts altres països. Els actius i la propietat de l'empresa es redistribueixen. La liquidació també es coneix de vegades com a liquidació o dissolució, encara que tècnicament la dissolució es refereix a l'última etapa de la liquidació. El procés de liquidació també sorgeix quan la duana, una autoritat o agència d'un país encarregada de cobrar i salvaguardar els drets de duana, determina el còmput final o la determinació dels drets o la devolució que es meriten en una entrada.
La liquidació pot ser obligatòria (de vegades es coneix com a liquidació de creditors o col·locació judicial després de la fallida, cosa que pot provocar que el tribunal creï un "trust de liquidació"; o de vegades un tribunal pot ordenar el nomenament d'un liquidador, per exemple, una ordre de liquidació a Austràlia). ) o voluntària (de vegades anomenada liquidació d'accionistes o liquidació de socis, encara que algunes liquidacions voluntàries estan controlades pels creditors).
El terme "liquidació" també s'utilitza de vegades de manera informal per descriure una empresa que busca desinvertir alguns dels seus actius. Per exemple, una cadena minorista pot voler tancar algunes de les seves botigues. Per motius d'eficiència, sovint els vendrà amb un descompte a una empresa especialitzada en liquidació de béns immobles en lloc d'implicar-se en una àrea en la qual potser no té prou experiència per operar amb la màxima rendibilitat. Una empresa també pot operar en un estat "semblant a la judiciària" però vendre els seus actius amb calma, per exemple per evitar que la seva cartera es cancel·li en cas d'una liquidació forçosa real.

## Liquidació forçosa
Les parts que tenen dret per llei a sol·licitar la liquidació forçosa d'una societat varien d'una jurisdicció a una altra, però, en general, es pot presentar una petició davant el tribunal per a la liquidació forçosa d'una societat per:
- La pròpia empresa
- Qualsevol creditor que estableixi un supòsit prima facie
- Aportacions: aquests accionistes hauran de contribuir als actius de l'empresa en la liquidació[2][3]
- Un ministre del govern, normalment el responsable de la competència i els negocis
- Un receptor oficial

### Terrenys
Els motius pels quals una entitat pot sol·licitar al tribunal una ordre de liquidació forçosa també varien entre jurisdiccions, però normalment inclouen:
- L'empresa així ho ha resolt
- L'empresa es va constituir com a corporació i no s'ha emès amb un certificat comercial (o equivalent) dins dels 12 mesos posteriors al registre.
- És una "empresa cotitzada antiga" (és a dir, una que no s'ha tornat a registrar com a empresa cotitzada ni s'ha convertit en una empresa privada d'acord amb la legislació d'empreses més recent que ho exigeix)
- No ha iniciat el seu negoci dins del termini legalment establert (normalment un any) de la seva constitució, o no ha desenvolupat negocis durant un període legalment establert.
- El nombre de socis ha caigut per sota del mínim establert pels estatuts
- L'empresa no pot pagar els seus deutes quan vencen
- És just i equitatiu liquidar l'empresa, com per exemple especificat per una Llei concursal[4]

A la pràctica, la gran majoria de les sol·licituds de liquidació obligatòria es fan sota un dels dos últims motius.
En general, no es farà una ordre si l'objectiu de la sol·licitud és imposar el pagament d'un deute que es disputi de bona fe.
Una liquidació "justa i equitativa" permet sotmetre els estrictes drets legals dels accionistes a consideracions equitatives. Pot tenir en compte les relacions personals de confiança mútua i confiança en petites parts, especialment, per exemple, quan s'incompleix l'enteniment que tots els membres poden participar en l'empresa, o una obligació implícita de participar. en gestió. Es podria fer una ordre quan els accionistes majoritaris priven a la minoria del seu dret a nomenar i destituir el seu propi conseller.

### L'ordre
Un cop comença la liquidació (que depèn de la llei aplicable, però generalment serà quan es va presentar originalment la petició, i no quan el tribunal fa l'ordre), les disposicions de nul·litat general de l'empresa i els litigis que involucren l'empresa són generalment restringit.
Un cop vista la demanda, el tribunal pot desestimar la petició o dictar l'ordre de liquidació. El tribunal pot desestimar la sol·licitud si el peticionari s'absté de manera injustificada d'una via alternativa.
El tribunal pot nomenar un síndic oficial i un o més liquidadors, i té competències generals per permetre la liquidació dels drets i deures dels demandants i contribuents. Juntas separades de creditors i de contribuents poden decidir designar una persona per al nomenament d'un liquidador i, eventualment, d'una comissió de liquidació supervisora.

### Receptor Administratiu
La persona designada pel titular d'una obligació de càrrega variable sobre els actius d'una empresa per cobrar i realitzar els actius d'aquesta empresa i per pagar el deute al titular de l'obligació.

## Liquidació voluntària
La liquidació voluntària es produeix quan els membres d'una societat decideixen liquidar voluntàriament els seus assumptes i dissoldre's. La liquidació voluntària s'inicia quan l'empresa aprova la resolució i, en general, l'empresa deixarà d'exercir negocis en aquell moment (si encara no ho ha fet).
La liquidació voluntària de creditors (CVL) és un procés dissenyat per permetre que una empresa insolvent tanqui voluntàriament. La decisió de liquidar es pren per acord del consell, però instigat pel/s director/s. El 75 per cent dels accionistes de la societat han d'acordar la liquidació perquè avança el procediment de liquidació. Si les responsabilitats d'una societat anònima superen els seus actius, o l'empresa no pot pagar les seves factures quan vencen, l'empresa esdevé insolvent.
Si la societat és solvent, i els socis han fet una declaració legal de solvència, la liquidació es procedirà com a liquidació voluntària dels socis (MVL). En aquest cas, l'assemblea general designarà el/s liquidador/s. En cas contrari, la liquidació es procedirà com a liquidació voluntària de creditors, i es convocarà una junta de creditors, a la qual els administradors hauran d'informar sobre els assumptes de la societat. Quan una liquidació voluntària es produeixi com a liquidació voluntària dels creditors, es pot nomenar una comissió liquidadora.
Quan s'ha iniciat una liquidació voluntària d'una societat, encara és possible una ordre de liquidació forçosa, però el contribuent sol·licitant hauria de convèncer al tribunal que una liquidació voluntària perjudicaria els contribuents.

## Mala conducta
Normalment, el liquidador tindrà l'obligació de comprovar si s'ha produït alguna mala conducta per part dels responsables de la societat que hagi causat perjudici al conjunt de creditors. En alguns sistemes legals, en els casos adequats, el liquidador pot interposar una acció contra directors errants o directors ombra per negociació il·lícita o per negociació fraudulenta .
El liquidador també pot haver de determinar si els pagaments fets per l'empresa o les transaccions realitzades poden ser anul·lables com a transacció amb una infravaloració o una preferència deslleial.

## Prioritat de les reclamacions
L'objectiu principal d'una liquidació en què l'empresa és insolvent és cobrar els seus actius, determinar les reclamacions pendents contra l'empresa i satisfer aquestes reclamacions en la forma i l'ordre establerts per la llei.
El liquidador ha de determinar el títol de propietat de la societat en el seu poder. Els béns que estiguin en poder de l'empresa, però que hagin estat subministrats en virtut d'una clàusula de reserva de propietat vàlida, s'hauran de retornar, en general, al proveïdor. Els béns que l'empresa posseeixin en fideïcomís per a tercers no formaran part dels actius de l'empresa disponibles per pagar als creditors.
Abans de satisfer les reclamacions, els creditors garantits tenen dret a fer valer les seves reclamacions contra els actius de l'empresa en la mesura que estiguin subjectes a una garantia vàlida. En la majoria dels sistemes legals, només la seguretat fixa té prioritat sobre totes les reclamacions; la garantia mitjançant càrrec variable es pot ajornar als creditors preferents.
Els demandants amb reclamacions no monetàries contra l'empresa poden fer valer els seus drets contra l'empresa. Per exemple, una part que tenia un contracte vàlid per a la compra de terrenys contra l'empresa pot obtenir una ordre d'execució específica i obligar el liquidador a transferir-los el títol de la terra, després de la licitació del preu de compra.
Després de l'eliminació de tots els actius subjectes a acords de retenció de propietat, garantia fixa o d'una altra manera subjectes a reclamacions patrimonials d'altres, el liquidador pagarà les reclamacions contra els actius de l'empresa. Amb caràcter general, la prelació de les reclamacions sobre el patrimoni de l'empresa es determinarà per l'ordre següent:
1. Costos de liquidadors
2. Creditors amb càrrec fix sobre el patrimoni
3. Costos incorreguts per un administrador
4. Imports deguts als empleats per salaris/jubilació
5. Pagaments deguts per lesions dels treballadors
6. Imports deguts als treballadors per baixa
7. Pagaments d'acomiadaments a càrrec dels empleats
8. Creditors amb càrrec variable sobre actius
9. Creditors sense garantia sobre els actius
10. Accionistes (distribució liquidadora)

Els actius no reclamats solen ser atribuïts a l'estat com a bona vacantia.

## Dissolució
Havent liquidat els assumptes de la societat, el liquidador ha de convocar una assemblea definitiva de socis (si es tracta d'una liquidació voluntària de socis), creditors (si es tracta d'una liquidació forçosa) o ambdós (si es tracta de creditors). 'liquidació voluntària). Aleshores, el liquidador sol haver d'enviar els comptes definitius al Registrador i notificar-li al tribunal. Llavors la societat es dissol.
No obstant això, en les jurisdiccions comunes, el tribunal té la discreció durant un període després de la dissolució per declarar la dissolució nul·la per permetre la finalització de qualsevol negoci pendent.

## Taxada del registre
En algunes jurisdiccions, l'empresa pot optar simplement per ser cancel·lada del registre d'empreses com una alternativa més barata a una liquidació i dissolució formals. En aquests casos, es sol·licita al registrador de societats, que pot donar la baixa de l'empresa si hi ha motius raonables per creure que l'empresa no desenvolupa negocis o s'ha liquidat i, després de la consulta, no es mostra cap cas per què. l'empresa no s'ha de destituir.
No obstant això, en aquests casos, la societat es pot reincorporar al registre si és just i equitatiu fer-ho (per exemple, si s'han perjudicat els drets d'algun creditor o soci).
En el cas que l'empresa no presenti declaració anual o comptes anuals, i l'expedient de l'empresa romangui inactiu, en el seu moment, el registrador donarà de baixa l'empresa del registre.

## Liquidació provisional
En virtut de les lleis d'insolvència corporativa d'una sèrie de jurisdiccions de dret comú, on una empresa ha estat implicada en una mala conducta o on es creu que els actius de l'empresa estan en perill, de vegades és possible posar una empresa en liquidació provisional, per la qual cosa un liquidador es nomena amb caràcter interí per salvaguardar la posició de l'empresa a l'espera de la audiència de la petició de liquidació completa. El deure del liquidador provisional és salvaguardar el patrimoni de la societat i mantenir l'statu quo a l'espera de l'audiència de la petició; el liquidador provisional no valora les reclamacions contra la societat ni intenta distribuir el patrimoni de la societat als creditors.